# Meýlis Annaberdiýew
Meýlis Annaberdiýew (ou Annaberdiyev) est un joueur d'échecs turkmène né le 24 novembre 1985 à Douchanbé. Il a obtenu le titre de grand maître international en 2022.
Au 1er janvier 2023, il est le premier joueur turkmène avec un classement Elo de 2 495 points.

## Biographie et carrière
Annaberdiýew  fut treizième du championnat du monde d'échecs junior en 2002. Il obtint le titre de maître international en 2003. Il a remporté le championnat du Turkménistan en 2011. En avril 2017, il finit sixième sur 688 participants de l'open Grenke de Karlsruhe. En 2019, il finit 1er-3e (7/9) de l'open de Boeblinger. En juillet 2021, il finit deuxième ex æquo (troisième au départage) du tournoi de Paraćin en Serbie, derrière Mahammad Muradli et Arjun Erigaisi,. En juillet 2022, il finit deuxième de l'open de l'université  Başkent d'Ankara. En août 2022, il finit 1er-3e du tournoi open d'Istanbul. Il obtient le titre de grand maître international en 2022.
Annaberdiýew a participé à quatre olympiades avec le Turkménistan entre 2002 et 2012. Lors de l'Olympiade d'échecs de 2012, il marqua 6 points sur 10 au deuxième échiquier et l'équipe du Turkménistan finit quarantième de la compétition.